# Nederlands-Taiwanese betrekkingen
De Nederlandse-Taiwanese betrekkingen zijn de informele internationale betrekkingen tussen Nederland en Republiek China (Taiwan). 
Nederland heeft geen officiële diplomatieke banden met de Republiek China op Taiwan. De Nederlandse regering erkent de regering van de Volksrepubliek China als de enige Chinese regering.
Ondanks hun informele band, hebben Nederland en Taiwan een belangrijke handelsrelatie, voornamelijk in de chipindustrie. Ook zijn er op cultureel-wetenschappelijk gebied diepe banden en levert Nederland wapens aan Taiwan.
Nederland heeft een vertegenwoordigend kantoor in Taipei. Taiwan heeft op zijn beurt een vertegenwoordigend kantoor in Den Haag.

## Landenvergelijking
|                 | Koninkrijk der Nederlanden                                                           | Taiwan                                                                                |
| --------------- | ------------------------------------------------------------------------------------ | ------------------------------------------------------------------------------------- |
| Bevolking       | 17.595.017 (2020)                                                                    | 23.603.049 (2020)                                                                     |
| Oppervlakte     | 42.201 km²                                                                           | 35.980 km²                                                                            |
| Dichtheid       | 416,9/km² (2020)                                                                     | 656/km² (2020)                                                                        |
| Hoofdstad       | Amsterdam                                                                            | Taipei                                                                                |
| Regeringsvorm   | Constitutionele monarchie met een democratisch parlementair systeem                  | Semipresidentiële republiek met een democratisch parlementair systeem                 |
| Officiële talen | Nederlands, Fries (Friesland), Papiaments (Bonaire), Engels (Saba en St. Eustatius)  | Standaardmandarijn (officieel) en Taiwanees, Formosaanse talen en andere lokale talen |
| Religie         | 24% Rooms-katholiek, 10% Protestant, 5% Islam, 6% overige religies, 55% geen religie | 35% Boedistisch, 33% Taoïstisch, 4% Christelijk, 1% anders, 27% geen religie          |

## Geschiedenis

### Nederlandse kolonie
De banden tussen Nederland en Taiwan, dat toen Formosa heette, beginnen in 1624, toen de Vereenigde Oostindische Compagnie (VOC) zich vestigde op het eiland, omdat dat op het vasteland van China, destijds Cathay genoemd, verboden werd. Het bestuur in Nederlands-Formosa werd gevoerd vanuit Fort Zeelandia in de plaats Tainan. Het eiland werd niet bezet, maar er werd samengewerkt met de plaatselijke dorpshoofden. De VOC organiseerde het onderwijs waardoor de inheemse bevolking gekerstend werd. Er werden suikerplantages aangelegd. Door de vestiging van Nederlanders en het gebrek aan Nederlandse vrouwen, ontstonden er Taiwanesen met een Nederlandse voorvaderen.
De inheemse bevolking was verwant aan de Filipino's. Door het economische succes van de VOC in de rietsuikerhandel vestigden er zich vanaf 1635 ook steeds meer Chinese migranten. Toen rond 1645 er op het vasteland een burgeroorlog uitbrak waardoor de Ming-dynastie werd verdreven door de Qing-dynastie, trok een groot leger van opstandelingenleider Zheng Chenggong alias Koxinga naar het eiland en ging de strijd aan met de VOC. Met de overgave van Fort Zeelandia in januari 1662 kwam een einde aan de VOC-vestiging op Formosa.
Tot 1683 regeerden de nazaten van Koxinga het eiland als het Koninkrijk Tungning. In dat jaar veroverde de Qing-dynastie het eiland en werd het bestuurlijk gezien onderdeel van de het Chinese Keizerrijk. In 1895 moest China Taiwan evenwel afstaan aan de Japanners krachtens het verdrag van Shimonoseki. Tot het einde van de Tweede Wereldoorlog werd Taiwan internationaal vooral als Formosa aangeduid en was het een Japanse kolonie.

### Formele banden
Na de val van het Chinese Keizerrijk erkende Nederland de Republiek China. Taiwan maakte toen geen deel uit van het grondgebied van de Republiek China. Nederland en de Republiek China hadden formele diplomatieke banden. 
In 1945 moest Japan Taiwan overdragen aan de Republiek China ten gevolge van zijn nederlaag tijdens de Tweede Chinees-Japanse Oorlog, die onderdeel was van de Tweede Wereldoorlog. Na de Tweede Wereldoorlog werd de nationalistische Chinese regering, onder leiding van Chiang Kai-shek, bestreden door de Chinese communisten, onder leiding van Mao Zedong. Tijdens de Tweede Wereldoorlog vochten beide partijen tegen de Japanners, maar na de oorlog streden ze weer tegen elkaar. In 1949 verdreven de communisten hun tegenstanders van het vasteland van China naar Taiwan. Toen werd China een communistische Volksrepubliek. Taiwan bleef echter in handen van de Republiek China.

### Einde formele banden
In 1949, toen de Republiek China steeds meer grip op het Chinese vasteland verloor, begonnen de politieke panelen te schuiven. Eerst wilde Nederland, samen met België, het Verenigd Koninkrijk, Frankrijk, de Verenigde Staten en Canada, de communisten niet erkennen als nieuwe regering van China. Toen kort daarop een Amerikaanse medewerker gedood werd tijdens een aanval van Chinese communisten, trokken de Amerikanen hun diplomaten uit China terug. De Britten daarentegen, wilden juist de banden aanhalen vanwege hun belangen in Hongkong. Uiteindelijk kozen de Britten ervoor om communistisch China op 6 januari 1950 te erkennen. De Amerikanen zouden daar uiteindelijk mee wachten tot 1979.
Nederland stond daardoor voor een dilemma en kon niet blijven varen op het Brits-Amerikaanse kompas. Nederland erkende op 26 maart 1950 de regering van de Volksrepubliek China als Chinese regering. De regering van de Republiek China op Taiwan verbrak, in lijn met het haar eigen een-Chinabeleid, daarop de diplomatieke banden met Nederland.

## Informele banden
Nederland bleef echter informele banden met de regering van de Republiek China behouden. Ten eerste speelde de regering van de Republiek China nog een belangrijke rol op het internationale toneel, omdat zij China vertegenwoordigde in de VN Veiligheidsraad. Ook brak kort daarna de Koreaanse Oorlog uitbrak, waarin Nederlandse troepen tegen Noord-Koreaanse en communistische Chinese troepen vochten. Daarbij stonden Nederland en de regering van de Republiek China op Taiwan aan dezelfde kant.

### Ambiguïteit over de status van Taiwan
De Nederlandse regering erkent de Republiek China (Taiwan) niet als de regering van China. De Nederlandse regering onderhoud diplomatieke banden met de Volksrepubliek China. Dat wil echter niet zeggen dat Nederland van mening is dat Taiwan onderdeel is van China. Nederland respecteert het standpunt  van de Volksrepubliek China dat Taiwan onderdeel is van China, waar andere landen dit expliciet erkennen. Nederland is ambigu over de status van Taiwan, waarbij het de Volksrepubliek China in juridisch opzicht erkent, maar het tegelijkertijd ook probeert om Taiwan zo ruim mogelijk politieke erkenning te geven.
De Nederlandse regering vindt al decennia dat Taiwan zelfstandig deel moet kunnen nemen aan internationale organisaties. Zo vond de Nederlandse regering in 1971 dat Taiwan lid van de Verenigde Naties moest kunnen blijven toen de Volksrepubliek China de Chinese zetel in de VN Veiligheidsraad overnam van de Republiek China (Taiwan). De Nederlandse regering was destijds bereid om Taiwan te erkennen als de regering in Taipei haar aanspraak op het Chinese vasteland zou laten varen.
Op dit moment legt Nederland sterk de nadruk op het belang van economische,
culturele en wetenschappelijke betrekkingen met Taiwan. Ook bepleit de Nederlandse regering nog steeds een betekenisvolle deelname van Taiwan binnen internationale organisaties. Verder is Nederland van mening dat een oplossing voor het conflict tussen Taiwan en China gevonden moet worden met inachtneming van de wensen van de Taiwanese bevolking. Nederland vindt dat China Taiwan niet eenzijdig of met geweld mag inlijven.
Waar Nederland Taiwan ziet als economische, democratische en culturele partner, ziet Nederland China steeds meer als systeemrivaal.

### Wederzijdse vertegenwoordigingen
Beide landen hebben geen ambassades in elkaars landen. Wel heeft Nederland een vertegenwoordiging in Taipei en heeft Taiwan een vertegenwoordiging in Den Haag. De vertegenwoordigingen zijn non-diplomatieke en private organisaties.

#### Nederland
De Nederlandse belangen in Taiwan worden vertegenwoordigd door de Stichting tot Bevordering van de Uitvoer. Deze stichting heeft een kantoor in Taipei: het Netherlands Office Taipei (vertaling: Het Nederlandse kantoor in Taipei). Het bestuur van de stichting wordt benoemd door het ministerie van Economische Zaken en Klimaat. In de praktijk zijn medewerkers, zoals het hoofd van de post, echter in dienst van het ministerie van Buitenlandse Zaken. Het Netherlands Office Taipei levert ook consulaire bijstand aan Nederlanders in Taiwan.
Het Netherlands Office Taipei is gevestigd in het Farglory Financial Center in Taipei.
Tot 2020 heette het kantoor in Taipei het Netherlands Trade and Investment Office (vertaling: Het Nederlandse handels- en investeringskantoor). De naamswijziging naar Netherlands Office Taipei moest het kantoor meer gewicht geven.

#### Taiwan
De Taiwanese belangen in Nederland worden vertegenwoordigd door het Taipei Representative Office in the Netherlands (vertaling: Het Taipei vertegenwoordigende kantoor in Nederland). Het Taipei Representative Office in the Netherlands is gevestigd in het Van Stolkpark in Den Haag.

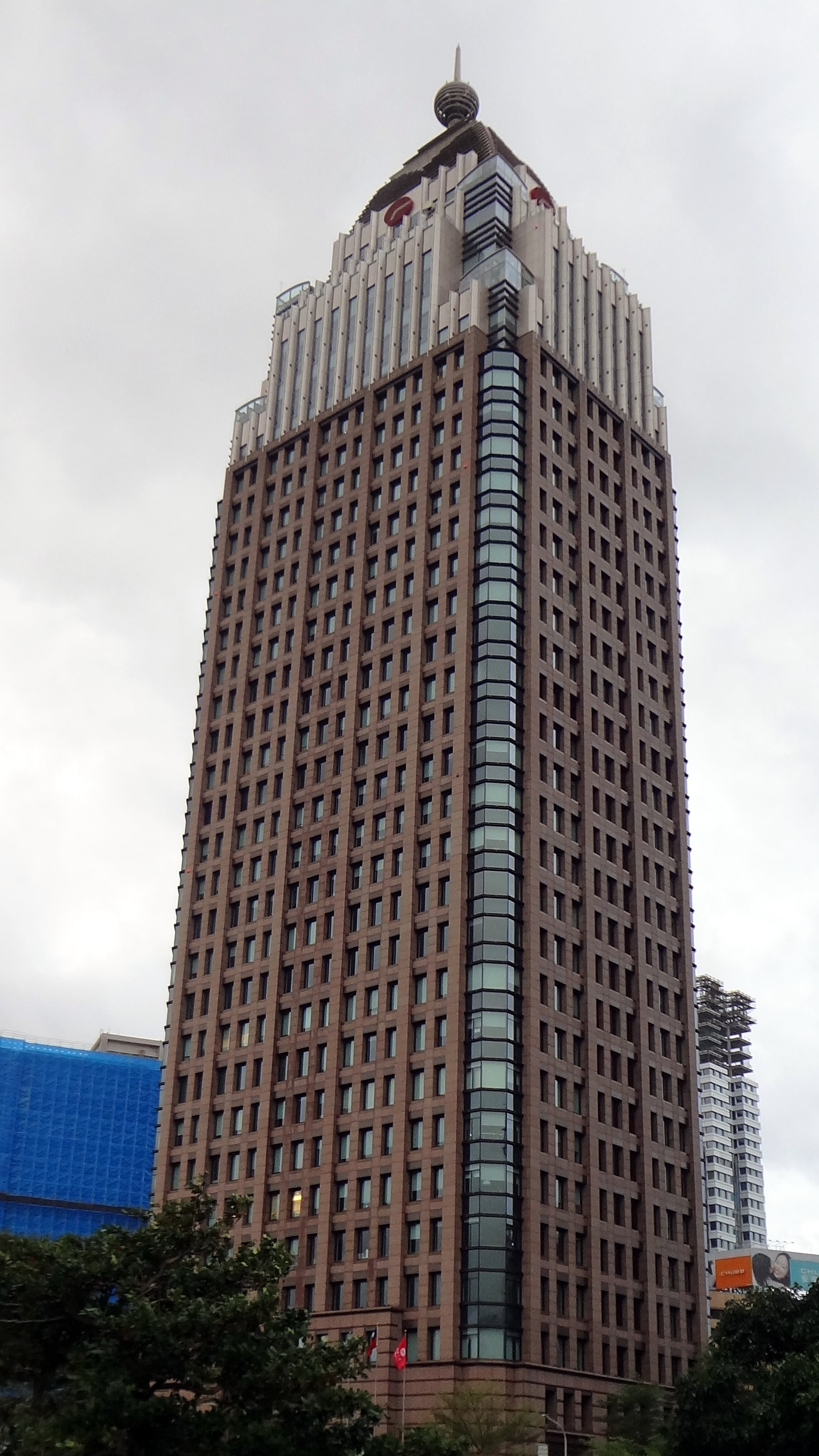
Het Netherlands Office Taipei
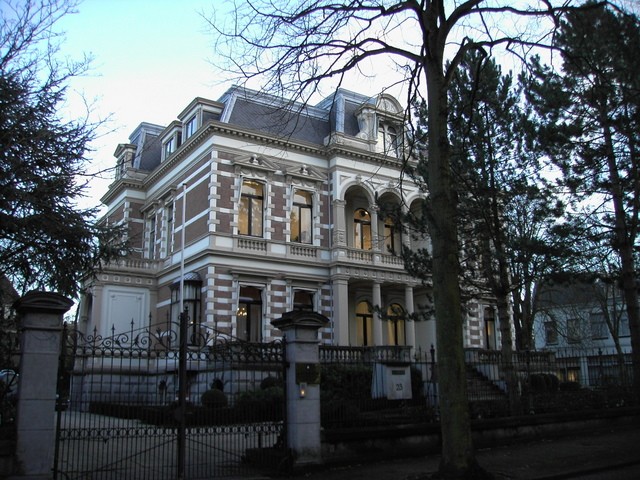
Het Taipei Representative Office in the Netherlands

### Contacten

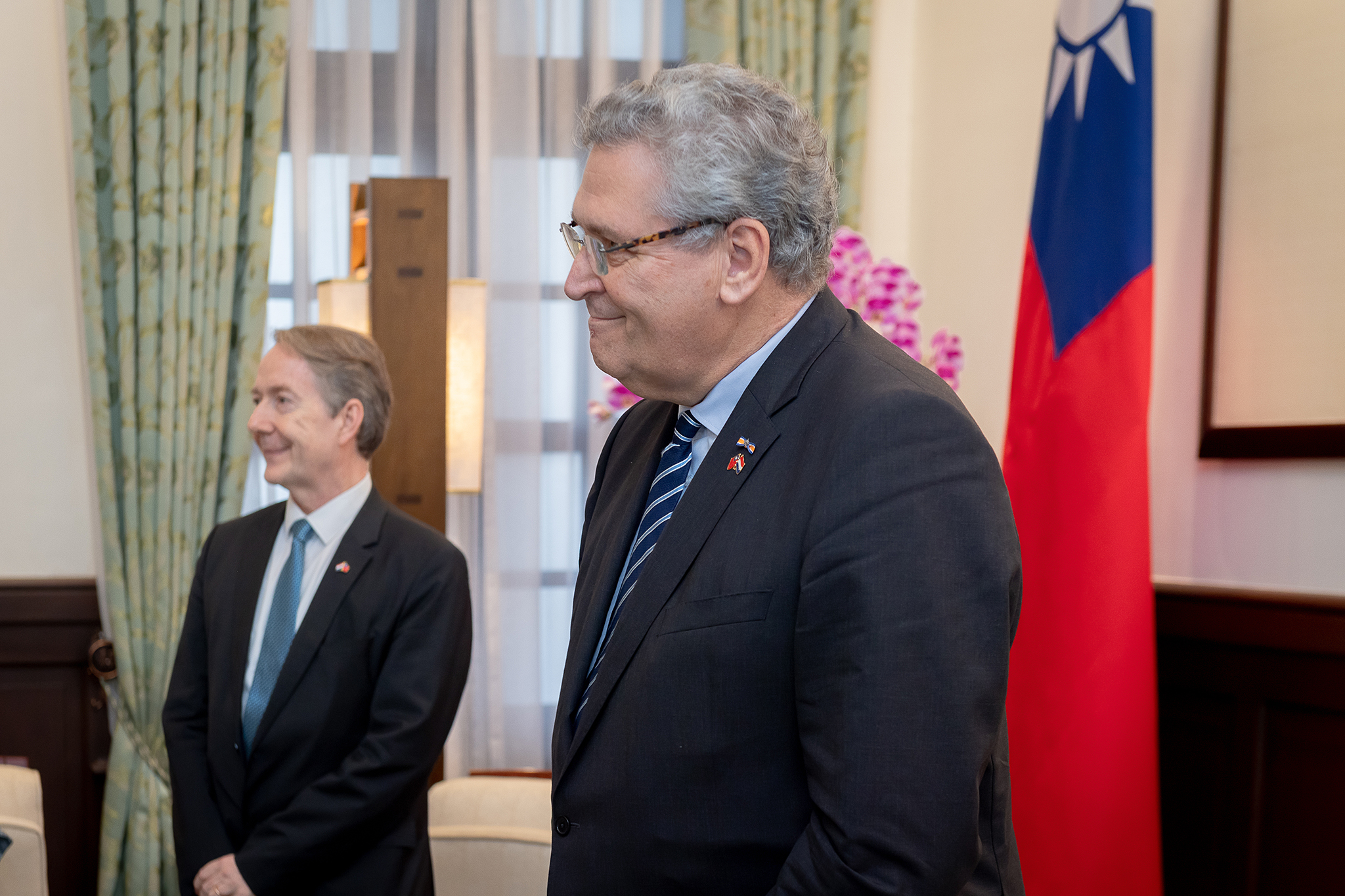
Tweede Kamerlid Henk Krol bezocht Taiwan in 2019 en werd ontvangen door president Tsai Ing-wen

Op ministersniveau is er geen contact tussen beide landen. De contacten worden doorgaans uitgevoerd door ambtenaren.
Wel zijn er contacten tussen parlementsleden. In 2019 bezocht een niet-officiële delegatie van de Nederlandse Tweede Kamerleden de Wetgevende Yuan (het parlement) in Taipei. Delegatieleider Henk Krol (50PLUS) werd ook ontvangen door president Tsai Ing-wen. In februari 2023 bezocht een officiële delegatie van de Wetgevende Yuan de Tweede Kamer. In juli 2023 zou een officieel bezoek van twaalf Tweede Kamerleden, onder wie enkele fractievoorzitters, aan Taiwan plaatsvinden. Doordat het kabinet-Rutte IV twee dagen voor het bezoek viel, werd het bezoek tot nader order uitgesteld.

## Handel
Taiwan is een van de Aziatische Tijgers, die in de jaren '80 en '90 een snelle economische groei doormaakten. Het welvaartsniveau in Taiwan is sindsdien ook snel gestegen. De handel tussen Nederland en Taiwan is sinds de jaren '80 flink toegenomen, met name door de groei van de halfgeleiderindustrie.
In 2023 exporteerde Nederland goederen ter waarde van € 9,2 miljard naar Taiwan. Het ging hoofdzakelijk om 'gespecialiseerde machines' (€ 5,7 miljard), met name voor de halfgeleiderindustrie. Andere belangrijke exportgroepen zijn 'instrumenten en apparaten voor beroepsuitoefening, wetenschap' (€ 346 miljoen) en 'elektrische apparaten' (€ 235 miljoen).
In 2023 exporteerde Taiwan goederen ter waarde van € 6,3 miljard naar Nederland. Het ging met name om 'kantoor- en automatische gegevensverwerkende machines' (€ 1,9 miljard). Andere belangrijke exportgroepen zijn 'toestellen voor telecommunicatie' (€ 953 miljoen) en 'voertuigen voor wegvervoer' (€ 663 miljoen).

### Halfgeleiderindustrie
In 1987 gingen de regering van Taiwan en Koninklijke Philips een joint venture aan om een fabrikant in halfgeleiders op te zetten in Taiwan: de Taiwan Semiconductor Manufacturing Company (TSMC). Philips stak $58 miljoen in de joint venture, bracht zijn kennis over halfgeleiders onder in de joint venture en sloot een licentieovereenkomst voor zijn intellectuele eigendom, dit alles in ruil voor 27,5% van de aandelen in TSMC.
Anno 2024 is TSMC de belangrijkste onafhankelijke fabrikant van halfgeleiders ter wereld. TSMC maakt als enige bedrijf ter wereld de allerkleinste microchips in haar fabrieken in Taiwan. TSMC wordt daardoor omschreven als levensverzekering van Taiwan.
Een van de belangrijkste handelspartners van TSMC is de voormalige Philips-dochter ASML in Veldhoven. ASML levert de machines waarmee TSMC de kleinste chips ter wereld kan maken. In 2023 vaardigde Nederland, deels onder Amerikaanse druk, een uitvoerverbod uit op de nieuwste machines van ASML naar China. Daarmee kan China minder makkelijk de dominantie van TSMC uitdagen en de veiligheid van Taiwan ondermijnen. De Nederlandse handelsbelangen zijn daarmee direct verweven zijn met een potentieel conflict tussen Taiwan en China.

## Wapenexport
In september 1981 kocht Taiwan in Nederland twee aangepaste onderzeeboten van de Zwaardvisklasse. Deze onderzeeboten werden tussen 1982 en 1988 gebouwd door de NV Dok en Werf Maatschappij Wilton-Fijenoord in Schiedam.  De onderzeeboten kwamen op 9 oktober 1987 en 9 april 1988 in dienst bij de vloot van de Republiek China. De onderzeeboten Chien Lung en Hai Lung zijn anno 2024 nog altijd in dienst. Nederlandse bedrijven leveren nog altijd onderdelen voor deze onderzeeboten aan Taiwan.
De Volksrepubliek China was niet blij met de verkoop van de onderzeeërs aan Taiwan. Toen Nederland weigerde de verkoop terug te draaien, riep de Volksrepubliek China begin 1981 haar ambassadeur terug en verlaagde zij de diplomatieke betrekkingen tot het niveau van zaakgelastigden. Ook kregen Nederlandse bedrijven in de Volksrepubliek China het moeilijker. De verkoop zou daardoor bekend komen te staan als de duikbootaffaire. 
In 1984 wilde Taiwan een vervolgorder plaatsen voor vier duikboten. Dit maal weigerde de Nederlandse regering een exportvergunning af te geven. Daarna beloofde Nederland aan de Volksrepubliek China om geen nieuwe wapensystemen meer te verkopen aan Taiwan. Bestaande orders en afspraken met Taiwan blijven echter bestaan.
In 1992 wil Taiwan opnieuw onderzeeboten kopen: vier onderzeeboten van de Walrusklasse. Na druk van de Volksrepubliek China zag Nederland af van de verkoop van de vier onderzeeboten.
In 2002 speelde een nieuwe wens om onderzeeboten aan Taiwan te leveren. Dit maal kwam de wens uit de Verenigde Staten, die graag zagen dat Taiwan de beschikking zou krijgen over nieuwe dieselelektrische onderzeeboten. De Verenigde Staten beschikten echter niet over de technologie en keken naar de Rotterdamsche Droogdok Maatschappij (RDM) voor de levering van deze onderzeeboten. De RDM had nog een ontwerp voor een nieuwe onderzeeboot, de Moeraalklasse, op de tekentafel liggen en wilde deze boten wel in het buitenland voor Taiwan bouwen. Een andere optie was de verkoop van de Hr.Ms Zwaardvis en de Hr.Ms. Tijgerhaai aan Taiwan. De RDM zocht een koper voor beide schepen en Zwaardvis en de Tijgerhaai lagen op dat moment in een haven in Maleisië, op zoek naar een koper in Azië. De Nederlandse regering weigerde om in beide gevallen een exportvergunning af te geven. Omdat een door de Nederlandse staat goedgekeurde koper ontbrak, werden de Hr.Ms. Zwaardvis en de Hr.Ms. Tijgerhaai in 2005 in opdracht van de Nederlandse staat in Maleisië gesloopt.

## Transport
Beide landen zijn rechtstreeks per vliegtuig bereikbaar. De Taiwanese KLM-dochter KLM Asia vliegt rechtstreeks tussen Amsterdam Airport Schiphol en de Internationale luchthaven Taiwan Taoyuan. De Taiwanese nationale luchtvaartmaatschappij China Airlines vliegt ook op deze route. Daarnaast vliegt het Taiwanese EVA Air tussen Amsterdam en Taipei via een tussenstop in Bangkok, Thailand.